# Hechos de Andrés

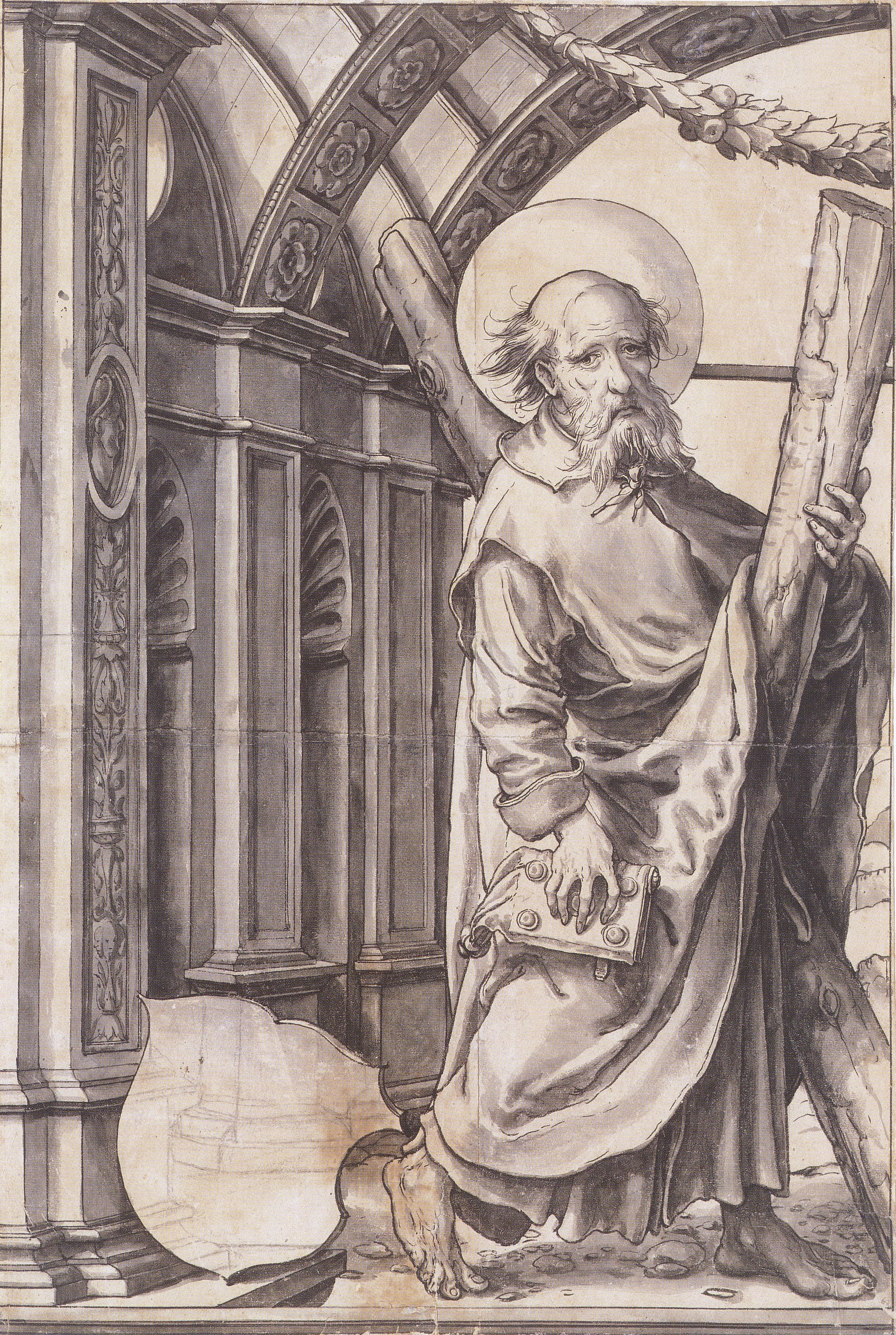
Andrés el Apóstol en un vitral de Hans Holbein el Joven.

Los Hechos de Andrés (Acta Andreae) son un texto cristiano en griego compuesto entre los años 150 y 200, que narra los hechos y la predicación de Andrés el Apóstol. El texto es uno de los Hechos Apócrifos, llamados también Hechos Leucianos porque se consideran que los escribió un presbítero de Asia llamado Leucio Carino (según Focio), aunque existen dudas de que fueran obra únicamente de este autor. El orden relativo de su escritura fuese probablemente los de Andrés, Juan, Pedro, Pablo, y finalmente los de Tomás.
Originalmente, los Hechos de Andrés serían los más largos de todos los apócrifos, pero también son los peor conservados, perdidos en su práctica integridad, solo se conservan fragmentos que se han podido reconstruir difícilmente. Se diseminaron por toda el área cristiana entre los siglos III y IX, utilizándolos fundamentalmente los maniqueos y los priscilianos. A finales del siglo IV no entraban en el canon bíblico y, por tanto, desde el punto de vista religioso de la Iglesia predominante, se los considera apócrifos del Nuevo Testamento.
Los actos y milagros del apóstol Andrés aluden a la versión que ha sobrevivido de una obra del siglo III, el copto Salterio Maniqueo, que según sus editores, M. R. James (1924) y Jean-Marc Prieur en The Anchor Bible Dictionary (vol. 1, p. 246), proporciona un terminus ante quem, muestra varios signos de su origen de mediados del siglo II. Prieur afirmaba que la cristología distintiva del texto, su silencio sobre Jesús como una figura genuinamente histórica y su falta de mención a la organización de la iglesia, la liturgia y los ritos eclesiásticos, llevan a que militase en el cristianismo en una fecha temprana. James presentaba el texto de la obra en latín de Gregorio de Tours, Liber miraculorum beati Andreae apostoli (Libro sobre los milagros del bienaventurado apóstol Andrés) del siglo VI como un epítome confiable del Acta Andreae, pero ya no es el caso.
Prieur también declaraba que su 'tono sereno' y la inocencia ante cualquier polémica o disputa con respecto a sus ideas o conciencia de heterodoxia, particularmente en el área de la cristología, muestran que pertenecía a un período en que la cristología de la Gran Iglesia aún no se había asentado firmemente.

## Manuscritos
Las narraciones episódicas en donde los actos de Andrés, aunque sean de manera incompleta, sobreviven en dos tradiciones manuscritas, además de citas y fragmentos que se supone provienen de secciones perdidas. Una en un manuscrito copto temprano de parte de una de las narraciones, conservado en la Biblioteca de la Universidad de Utrecht. La otra está incorporado en el Martyrium griego, complementado con manuscritos que lo elevan a 65 capítulos.

## Autoría y contenido
Tradicionalmente se dice que el texto se ha basado en los Hechos de Juan y los Hechos de Pedro, que tuvieron el mismo autor, el Leucio Carino, a quien se le han atribuido todos los romances del siglo II. Como estas obras, los Hechos de Andrés describen los supuestos viajes del personaje principal, los milagros, extremadamente sobrenaturales y extravagantes, que realizó durante los mismos y, finalmente, una descripción de su martirio. Además de los milagros más comunes, como resucitar a los muertos y curar a los ciegos, sobrevivió a los animales salvajes, calmó tempestades y derrotó a los ejércitos con el signo de la cruz. La obra también tiene una fuerte carga moralizante como cuando Andrés causa la muerte de un feto que era hijo ilegítimo y rescata a un niño de su madre incestuosa, lo que hace que lo acuse falsamente, lo que obliga a Dios a enviar un terremoto para liberar a Andrés y al niño. El texto avanza tan en lo sobrenatural que incluso después de ser crucificado, Andrés es capaz de predicar durante tres días.

## Hechos de Andrés y Matías o Bartolomé
En un texto separado conocido con el nombre de Acta Andreae et Matthiae apud Anthropophagos (Hechos de Andrés y Matías entre los antropófagos), que fue editado por Max Bonnet en 1898 y traducido por M. R. James, Matías es mostrado como un cautivo en un país de antropófagos (literalmente "comedores de hombres", es decir, caníbales) y es rescatado por Andrés y Jesús. Estos escritos ya no se consideran parte del texto de los Acta Andreae.
Los Hechos de Andrés y Bartolomé es un texto nestoriano del siglo V escrito en griego koiné, que es uno de los muchos actos apócrifos de los apóstoles. Así como los Hechos separados del apóstol Andrés,el trabajo fue influyente en las hagiografías cristianas posteriores de San Mercurio y San Cristóbal, así como en las tradiciones islámicas medievales.

## Crítica medieval
Eusebio de Cesarea conocía la obra, que rechazó como un producto de herejes y cosas absurdas. Gregorio de Tours, contento por encontrar una copia, se dedicó a escribir una versión muy reducida de la misma en el 593, dejando de lado las partes que 'por su extrema verbosidad eran llamadas por algunos apócrifas'. Su versión libre expurga los detalles que no concordaban con su sentimiento católico, como el caso de que por medio de la predicación ascética del apóstol en Patras, se induce a la esposa del procónsul Egeo, Maximila a abandonarlo, algo social y moralmente inaceptable para una audiencia merovingia. Su martirio se centra en el sermón que da el apóstol a la cruz y el mensaje final sobre la vanidad terrenal frente a las grandes recompensas de la vida celestial. Los fragmentos conservados de la versión del papiro copto del siglo IV tiene paralelos con las adiciones de Gregorio y dispone el texto en conformidad con la ortodoxia católica de su tiempo y agregando más material posteriormente.

## Gnosticismo
Los Hechos de Andrés a menudo fueron clasificados como una obra gnóstica antes de que la biblioteca de Nag Hammadi clarificara la comprensión moderna del gnosticismo, aunque se sigue pensando que muestra "tendencias gnostizantes". 
En su libro, Christianizing Homer: The Odyssey, Plato, and the Acts of Andrew, Dennis MacDonald plantea la teoría de que los no canónicos Hechos de Andrés fueron una vuelta de tuerca cristiana a la Odisea de Homero.